# Trigonura bakeri
Trigonura bakeri is een vliesvleugelig insect uit de familie bronswespen (Chalcididae). De wetenschappelijke naam is voor het eerst geldig gepubliceerd in 1926 door Masi.